# Olaf Skötkonung
Olof Skötkonung (también Óláfr sænski Eiríksson ca. 980 — 1021 o 1022). Rey de Suecia de la casa de Munsö aproximadamente de 995 a 1022. Hijo de Eric el Victorioso. Lo que se sabe de Olaf proviene de las sagas islandesas de Snorri Sturluson, las crónicas de Adán de Bremen y la Leyenda de Sigfrido. Fue un rey cristiano que comenzó la evangelización en su país. Según el historiador Curt Weibull, fue el primer monarca en proclamarse «rex Sveorum Gothorumque» (rey de los suiones y gautas).

## Biografía
Al comienzo de su reinado, Olof se alió con el rey de Dinamarca Svend Barba Ahorquillada, y la alianza llevó a ambos a derrotar al rey noruego Olaf Tryggvason en el año 1000. Tras la victoria, daneses y suecos se repartieron el territorio noruego y Olof Skötkonung recibió Bohuslän y Sør-Trøndelag, territorios que terminarían siendo perdidos en conflictos bélicos posteriores.
En la localidad de Sigtuna, Olof ordenó imprimir monedas con motivos cristianos. Alguno ha entendido que de ahí le viene el sobrenombre Skötkonung, que significaría el rey tesorero. Sin embargo, "Skattkonung" se podría traducir más bien como rey del tesoro, del impuesto ("skatt" significa impuesto en sueco). En cualquier caso, la historiografía actual sueca desecha la idea de que este sobrenombre se derive de una supuesta recaudación de impuestos por su parte, idea que se había mantenido en el pasado, y prefiere otra opción, que el rey fue conocido como "Skötkonung" porque tuvo que pagar algún tipo de impuesto o tributo al rey de Dinamarca. No obstante, otras teorías sugieren que su sobrenombre es más bien una variación dialectal de Götkonung (rey de los götar, el pueblo que poblaba Götaland). La versión de Gwyn Jones se limita a que su apodo lo recibió por sus numerosas actividades vikingas en el exterior.

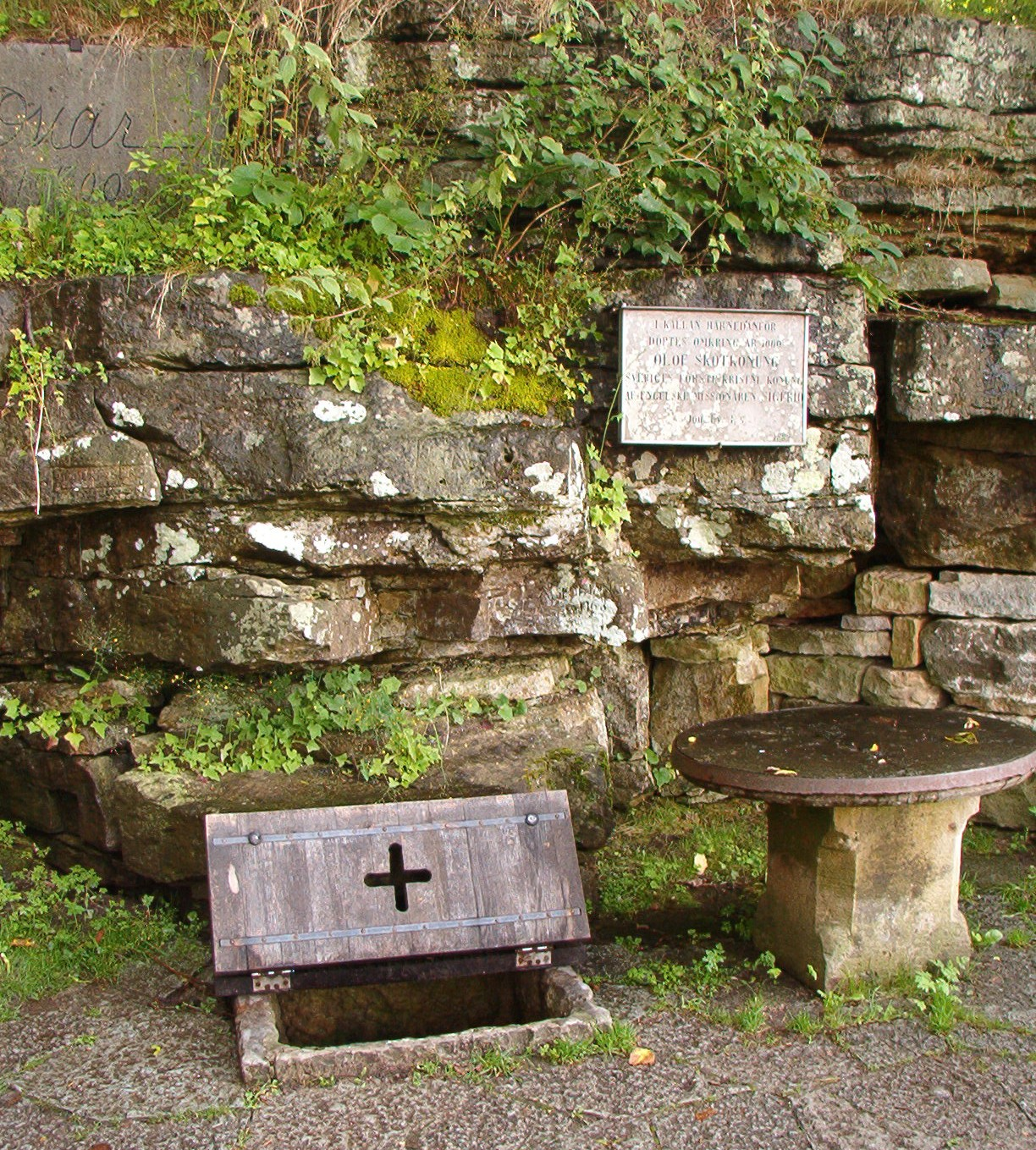
El manantial de la iglesia de Husaby, lugar donde habría sido bautizado Olaf Skötkonung.

Según la Leyenda de Sigfrido, Olof fue bautizado en Husaby en 1008 por el misionero inglés San Sigfrido. Aunque lo anterior no ha podido corroborarse, se sabe que Olof fue el rey que comenzó la cristianización de Suecia. Durante su reinado se creó el primer obispado, en la localidad de Skara, en 1014.
De acuerdo a Adán de Bremen, la cristianización que emprendió Olof generó descontento entre los suecos paganos, que lo destronaron y en su lugar pusieron a su hijo Anund Jacobo (quien también era cristiano). Por su parte, Snorri Sturluson explica que Olof fue derrocado debido a la larga y costosa guerra que había emprendido contra Noruega, lo que produjo entre otras cosas que los suecos perdieran la autoridad sobre las tierras con las que comerciaban en la costa oriental del mar Báltico. Olof reinó únicamente sobre Västergötland durante los últimos años de su vida.
Falleció en el invierno de 1021 o 1022. No se sabe a ciencia cierta dónde fue sepultado, pero se presume que en Skara o Linköping.

## Familia
Olaf contrajo nupcias con Estrid, la hija de un príncipe de los abroditas de nombre Miecislao. Se dice que también tuvo una amante, llamada Edla.
Hijos con Estrid:
- Anund Jacobo. Rey de Suecia.
- Ingegerd. Princesa de Kiev, casada con el príncipe Yaroslav I el Sabio.

Hijos con Edla:
- Astrid Olofsdotter de Suecia. Reina de Noruega, casada con el rey Olaf II.
- Emund. Rey de Suecia.